# Südstadt (Karlsruhe)
Südstadt (pol. Miasto Południowe) – część miasta (Stadtteil) Karlsruhe w Niemczech, w kraju związkowym Badenia-Wirtembergia w rejencji Karlsruhe, regionie Mittlerer Oberrhein. Südstadt graniczy od północy z Innerstadt-Ost, od wschodu z Oststadt, od południa z Weiherfeld-Dammerstock i Durlach, a od zachodu z Südweststadt. W 2022 r. Südstadt zamieszkiwało 19 915 osób.

## Historia
Po oddaniu do użytku pierwszego dworca kolejowego w Karlsruhe 1 kwietnia 1843 roku, na terenie dawnych ogrodów Augärten powstało osiedle pracowników kolei. 13 marca 1857 roku miasto przedstawiło plan zabudowy, przewidujący rozszerzenie miasta na południe. W związku z tym w 1858 roku wybudowano pierwsze mieszkania robotnicze, a w 1860 roku wybudowano pierwszą ulicę w tzw. Bahnhofsviertel.
Od swojego powstania ta część miasta borykała się z wieloma problemami. Tory dworca kolejowego odcięły Südstadt od reszty miasta, ponieważ znajdowały się na nich tylko trzy przejazdy kolejowo–drogowe, które były coraz częściej zamykane z powodu rosnącego natężenia ruchu kolejowego. Plany tunelu zostały odrzucone ze względu na zbyt wysokie koszty, wobec czego zbudowano most, ale z powodu zbyt dużego nachylenia nie można było przez niego przejechać. Ze względu na ciągły wzrost ruchu i konieczność rozbudowy torów, dworzec został ostatecznie przeniesiony w 1913 roku na południe od Südstadt. Na dawnej trasie torów znajduje się obecnie Badisches Staatstheater Karlsruhe i budynek administracyjny dawnej Oberpostdirektion Karlsruhe. Poza problemami komunikacyjnymi warunki mieszkaniowe ludności w kamienicach czynszowych były złe: w 1897 roku na osobę przypadała powierzchnia mieszkaniowa wynosząca zaledwie 16 metrów kwadratowych, podczas gdy w pozostałych częściach miasta było to 30 metrów kwadratowych.

## Indianie
Mieszkańcy Südstadt nazywani są „Indianami”. Powstanie tej nazwy jest nieznane, podejrzewa się, że powstała ona po występie Buffalo Billa w 1889 roku. Inna teoria zakłada, że pracownicy kolei byli nazywani „Indianami” ze względu na ich ubrudzone sadzą twarze.
Symbolem Südstadt jest zaprojektowana przez Friedricha Beichela, wybudowana w latach 1924–1927 fontanna z motywem indiańskim (Indianerbrunnen). Fontanna znajduje się na Werderplatz, jest również przedstawiona na herbie Südstadt. W 1925 roku została wzniesiona mniejsza wersja Indianerbrunnen przy Baumeisterstraße.

## Galeria

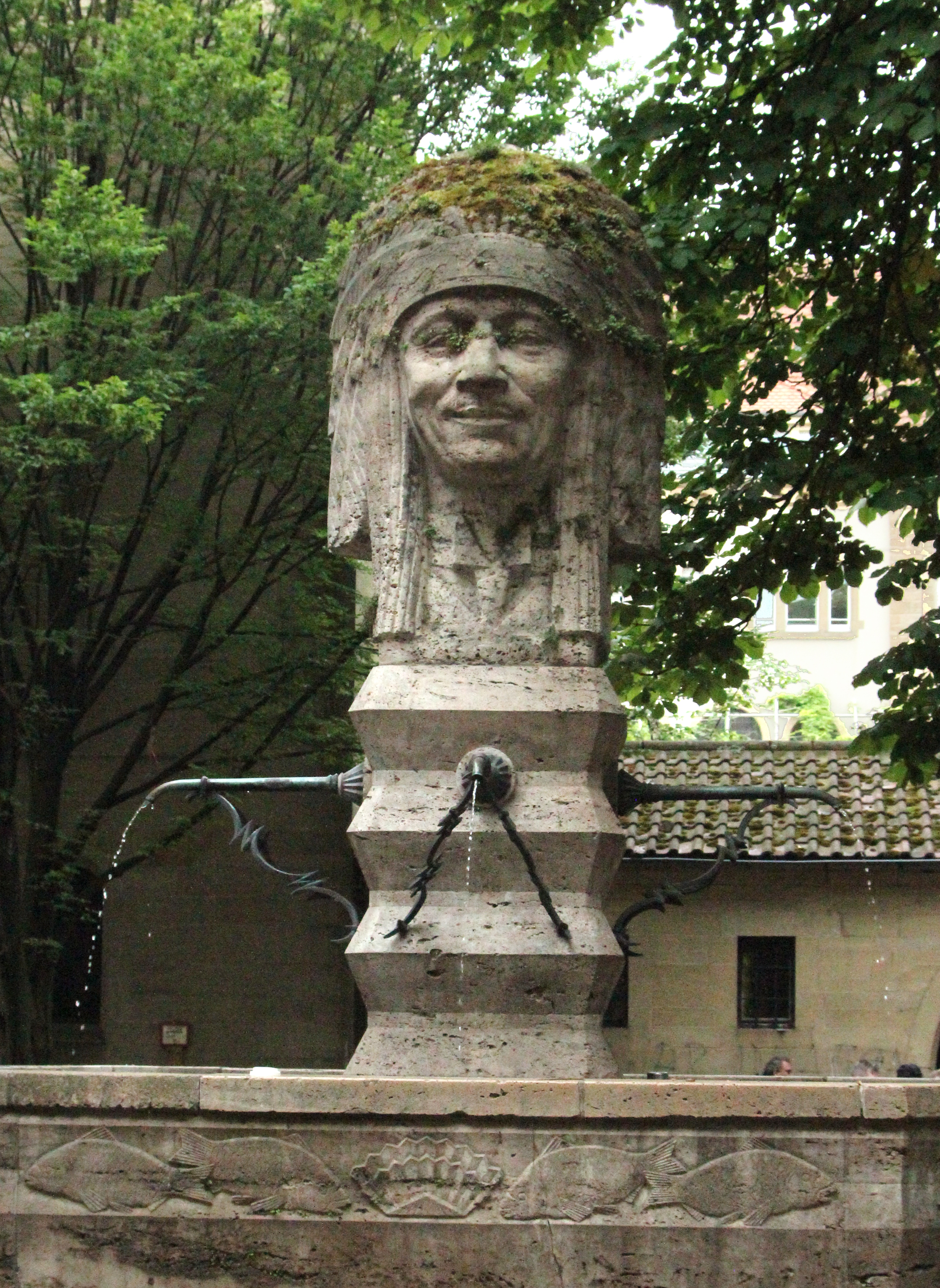
Indianerbrunnen
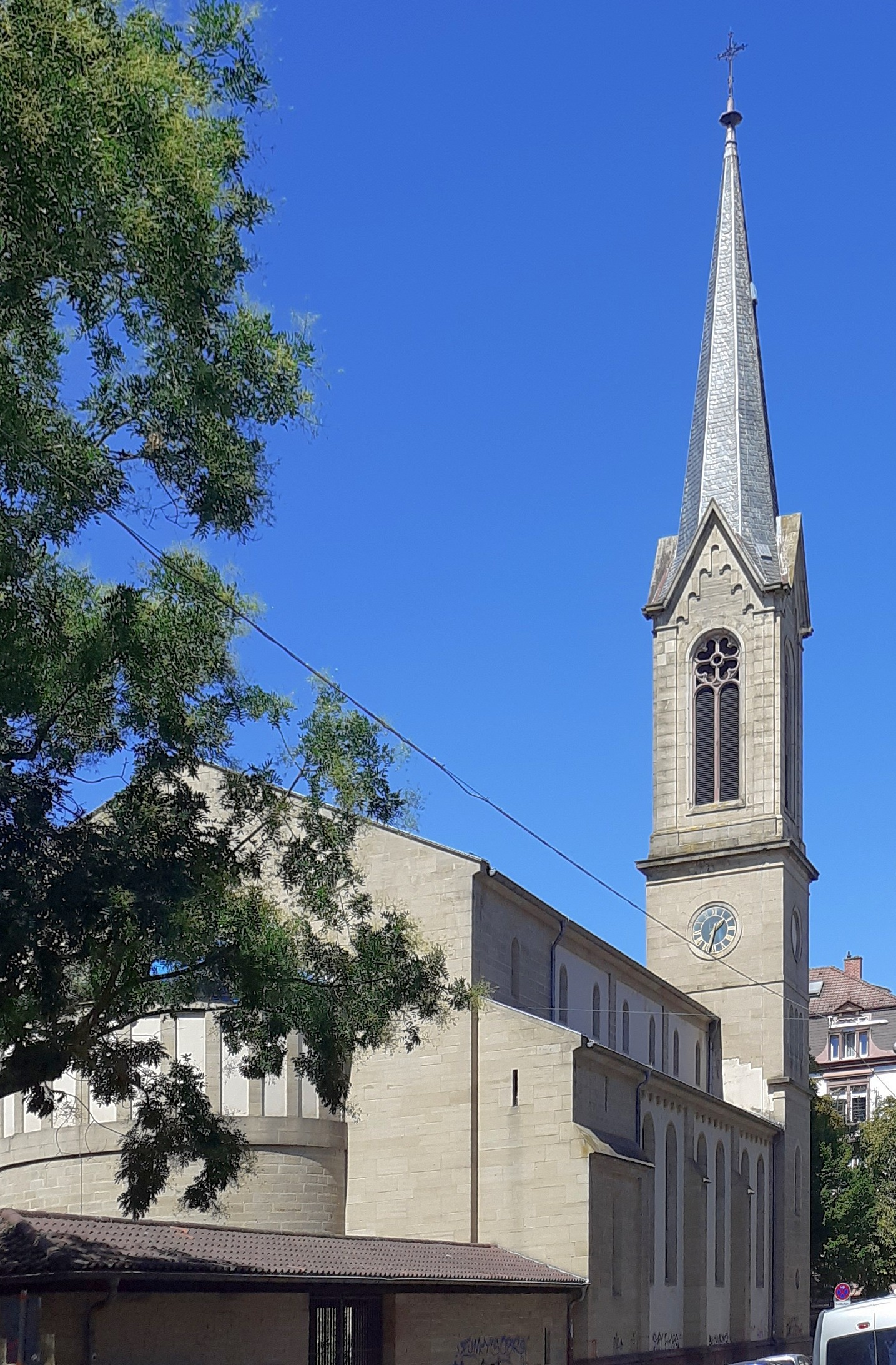
Ewangelicki kościół św. Jana
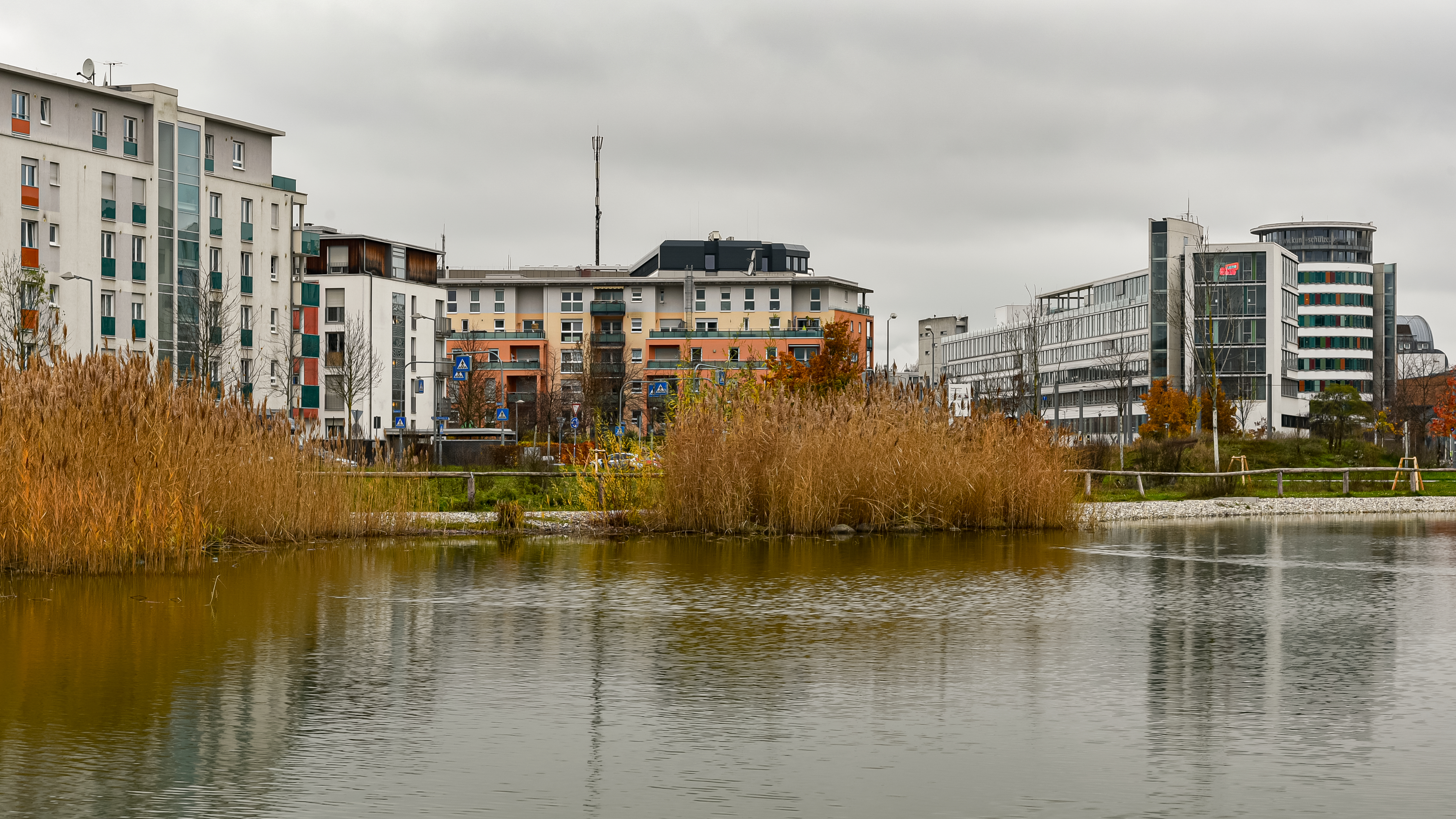
Nowa zabudowa Südstadt
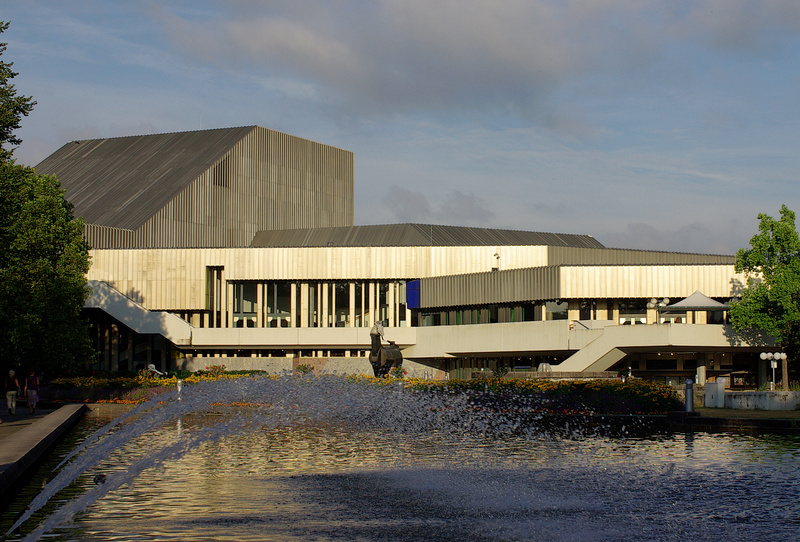
Badisches Staatstheater